# Holanda (Santa Leopoldina)
Holanda é um povoado e uma antiga colônia neerlandesa do município brasileiro de Santa Leopoldina, no Espírito Santo. Situa-se região serrana do Estado, no distrito de Mangaraí, na zona rural do município. Limita-se a oeste com a Colônia Tirol e localiza-se a 6 km de Holandinha, comunidade rural que foi inicialmente povoado por imigrantes neerlandeses. Há em Holanda uma escola, um posto médico e um cemitério.
A Colônia Holanda foi fundada em 1860 por imigrantes holandeses. A origem da Colônia Holanda esta ligada ao processo de colonização do governo imperial brasileiro, que resultou na fundação da Colônia de Santa Leopoldina para a instalação de colonos estrangeiros.

## História

### A situação socioeconômica na Zelândia

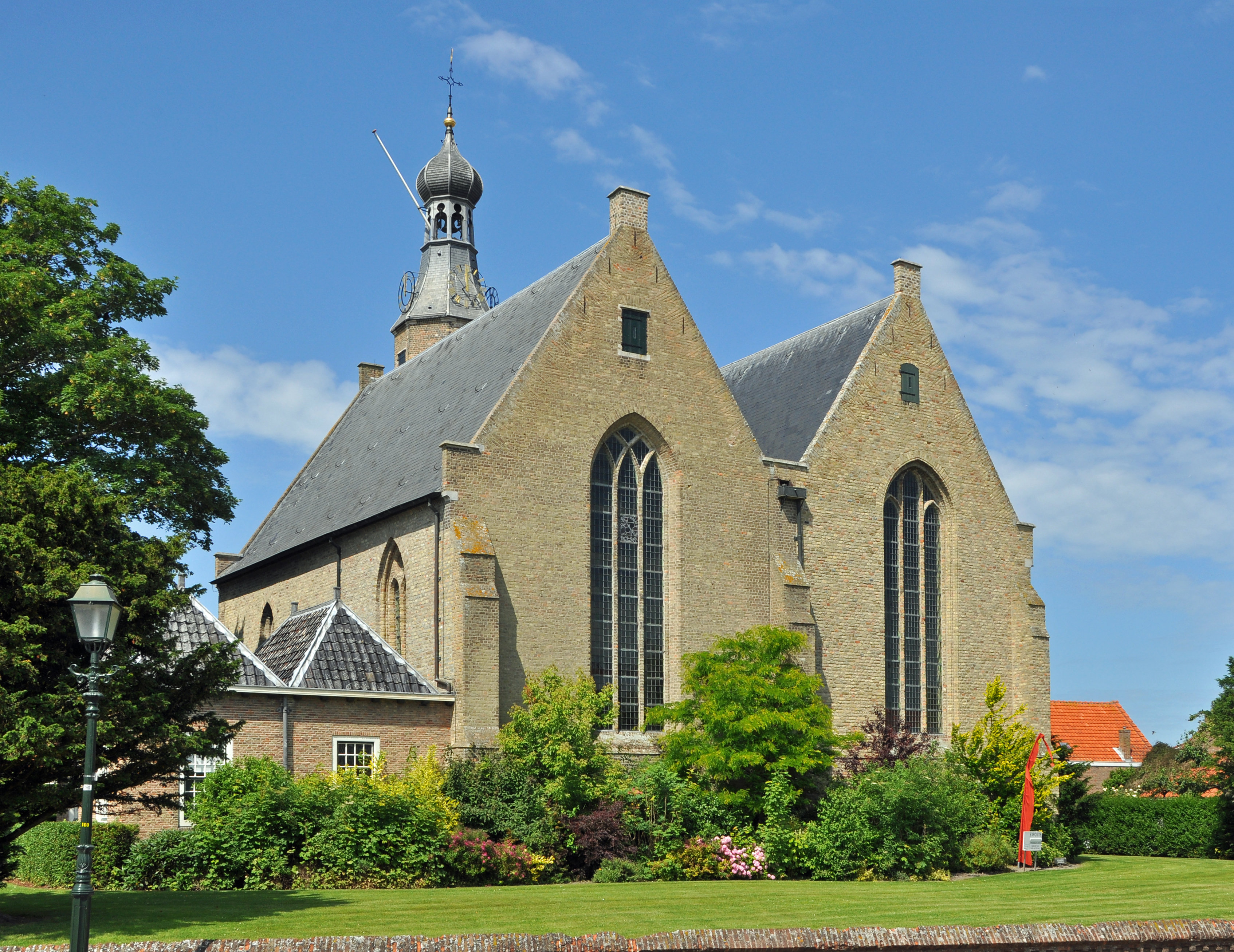
A Igreja de Maria em Cadzand

Em 1845, uma crise agrícola assolou a Vila de Cadzand na Zelândia. Em decorrência da crise os agricultores e lavradores de Cadzand sofreram com a perda de safras. A falta de renda teve como consequência que as pessoas lá ficassem desempregadas empurrando os na miséria e pobreza.
Para sobreviver, os pobres recorreram a pequenos furtos de alimentos nas fazendas para saciar a fome. A igreja em Cadzand prestou assistência aos pobres, mas a crise econômica era severa. Em decorrência da situação socioeconômica na região, a parte oeste da Flandres Zelandesa passou a ser vista pelo governo neerlandês, como uma região problemática.

### A política imigratória do governo imperial
Em virtude da implantação da Lei Eusébio de Queirós em 1850, que determinou o fim do tráfico de escravos africanos, o governo imperial brasileiro passou a procurar imigrantes estrangeiros para substituir escravos no império. No mesmo ano, o governo imperial brasileiro instituiu a Lei de Terras que regulou a medição e demarcação de terras devolutas no império. Em 1855, o ministro e secretário de Estado dos Negócios do Império Luís Pedreira do Couto Ferraz criou por meio de uma lei a Associação Central de Colonização (ACC) que tinha como objetivo importar agricultores, lavradores, fazendeiros e artesãos para trabalhar no Brasil ao lado de escravos livres. Em seguida, a ACC começou a promover o Brasil como destino nas cidades portuárias da Europa. Em 1857, o governo imperial e a Associação Central de Colonização assinaram um contrato para importar cinquenta mil colonos estrangeiros.

### A Colônia Imperial de Santa Leopoldina

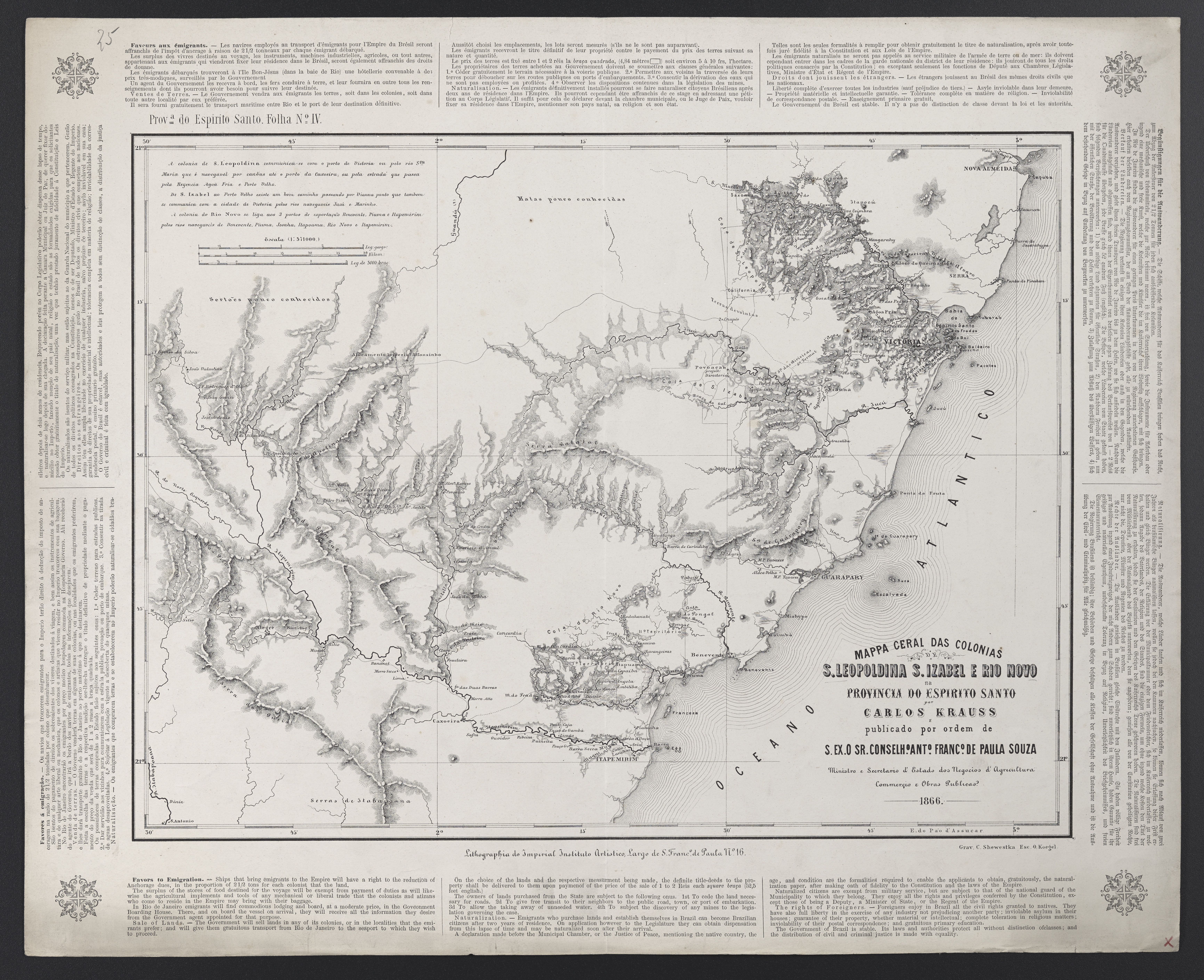
Mapa das colônias de S. Leopoldina, S. Izabel e Rio Novo na Prov. do Espirito Santo

Para instalar os colonos estrangeiros no Espírito Santo foram criadas várias colônias, entre as quais, a Colônia Imperial de Santa Leopoldina em 1856. A colônia localizava-se as margens do rio Santa Maria da Vitória na região serrana da Província do Espírito Santo. O território da colônia era originalmente povoado por tribos de índios botocudos, e depois também por fazendeiros luso-brasileiros e escravos livres. No decorrer da segunda metade do século XIX a colônia recebeu imigrantes estrangeiros de diversas nacionalidades. A sede da colônia, "Porto de Cachoeiro", tornou-se em 1887 o município de Santa Leopoldina. O território da colônia corresponde aos atuais municípios Santa Leopoldina e Santa Maria de Jetibá.

### A viagem de navio ao Brasil
Incentivados pelos panfletos da Associação Central de Colonização e do governo imperial que foram distribuídos nas cidades portuárias da Europa um grupo de mais de 700 imigrantes holandeses, oriundos da província da Zelândia, imigraram para o Brasil no período de 1858 à 1862. O grupo caminhou três dias até a cidade portuária de Antuérpia, onde embarcaram no navio Gemse. Após desembarcaram no porto do Rio de Janeiro, abordaram outro navio até o porto de Vitória. Em seguida, o grupo dividiu-se em dois: parte do grupo foi para as províncias do sul do império e a outra parte para as colônias na província do Espírito Santo.

### A aquisição de terras por colonos holandeses

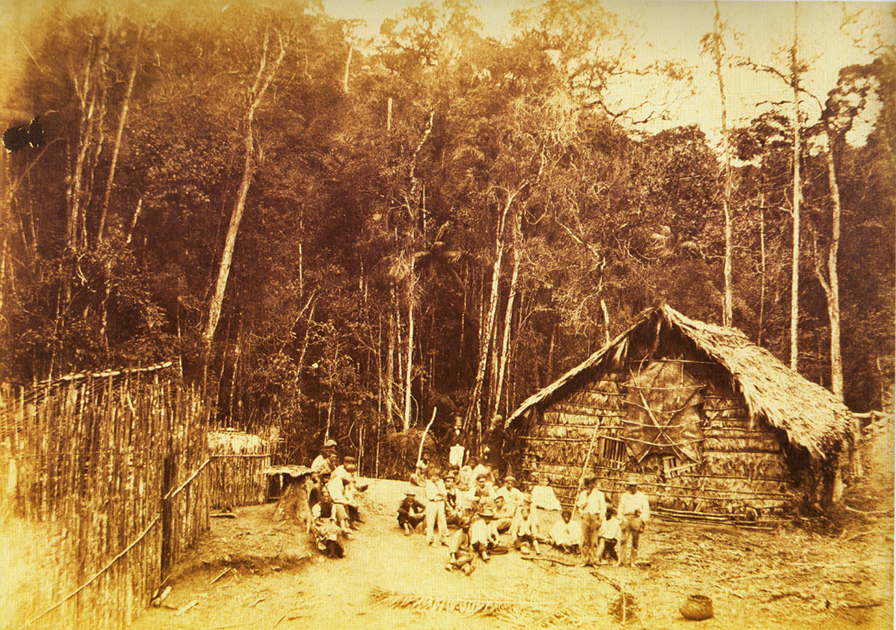
Casa de colonos na Colônia Santa Leopoldina (1860)

Na região serrana da província do Espírito Santo foram medidas e demarcadas terras por engenheiros do governo imperial para o estabelecimento de imigrantes estrangeiros em território brasileiro. Aos imigrantes holandeses foram destinados lotes de terra que receberam o nome Holanda, em homenagem ao país de origem deles. No ano de 1860 formaram a Comunidade Holanda, e no mesmo ano, os imigrantes neerlandeses receberam a honrosa visita do imperador Dom Pedro II, na ocasião de sua visita à colônia Santa Leopoldina.

### A nova vida no Brasil
Os imigrantes holandeses derrubaram matas e construíram suas casas no formato curcular. Depois estabeleceram uma colônia agrícola visando vender os bens produzidos, porém um terreno montanhoso coberto de mata densa, sem nenhuma infraestrutura e o desconhecimento do cultivo de plantas tropicais fez com que os bens produzidos fossem somente aproveitados para o autoconsumo. As dificuldades encontradas pelos colonos holandeses impediu a expansão da colônia.
Foram então trabalhar nas fazendas nos arredores da colônia. A situação financeira dos imigrantes melhorou com o cultivo do café, mas piorou novamente a partir de 1896 com a queda do preços do café. Nas primeiras décadas do século XX, a maioria dos imigrantes holandeses e seus descendentes mudaram para a comunidade de São João do Garrafão, no município de Santa Maria de Jetibá.

## Geografia
Seu relevo é constituído de áreas mais altas e áreas mais baixas. Sua vegetação é do bioma Mata Atlântica.
Hidrografia
A Barragem de Holanda, localizada na comunidade homônima, tem como objetivo proteger a área e arredores de alagamentos e enchentes.

## Cultura e Turismo
O Estado do Espírito Santo realiza diversas festividades em referência à imigração holandesa. Em comemoração do sesquicentenário da Imigração Holandesa no Espirito Santo (ES) em 2008 foi lançado o livro Os Capixabas Holandeses, tradução em português do livro Op een dag zullen ze ons vinden (= Um dia eles vão nos encontrar). Sete anos depois, foi lançado um documentário sobre a Imigração Holandesa no ES. Na ocasião, um grupo folclórico holandês apresentou-se no prédio do Arquivo Público do Estado do Espírito Santo.
A comunidade Holanda possui uma queda-d'água, a Cachoeira da Holanda, que encontra-se a 22 quilômetros da sede do município, e é a principal atração turística na localidade.